# Smolenja vas
Smolenja vas este o localitate din comuna Novo mesto, Slovenia, cu o populație de 464 de locuitori.